# Ганчо Стоянов
Ганчо Цанков Стоянов е български офицер, генерал-майор.

## Биография
Роден е на 20 юли 1933 г. в шуменското село Иглика, Шуменско. В периода 30 октомври 1982 г. – 1 октомври 1985 г. началник на Висшето народно военно училище във Велико Търново.